# Rüdiger Gamm
Rüdiger Gamm (Welzheim, distrito Rems-Murr-Kreis, 10 de Julho de 1971) é um calculador mental alemão. 
Suas inusitadas performance se realizam, principalmente, na área das figuras. Seu dom não se limita ao cálculo, pelo menos não no sentido rotineiro, mas se estende para o campo da memória. As habilidades de Rüdiger Gamm poder-se-iam resumir em uma combinação particular de figuras calculadas e memorizadas. Ele participa de competições internacionais e se apresenta na televisão ("Wetten dass", 1994). Além disso, teve parte no documentário para TV "Expedition ins Gehirn" (Março, 2006). 
Gamm é frequentemente descrito como um Savant, mas, diferentemente da maioria das pessoas que em muito excedem num determinado campo intelectual, Gamm não sofre de nenhum impedimento ou restrição, como autismo ou quaisquer disfunções cerebrais. 
Em fevereiro de 2008 vai lançar seu primeiro livro "Treine seu cérebro".
Recentemente, fez parte de um documentário do Discovery Channel, os Super-Humanos.